# Battaglia di Capo Saryč
La battaglia di Capo Saryč fu uno scontro navale ingaggiato al largo di Capo Saryč, lembo meridionale della penisola di Crimea.
iL 18 novembre 1914 due navi dell'Impero ottomano condotte dall'ammiraglio tedesco Wilhelm Souchon ingaggiarono la flotta del Mar Nero dell'Impero russo in un breve scontro.

## La battaglia

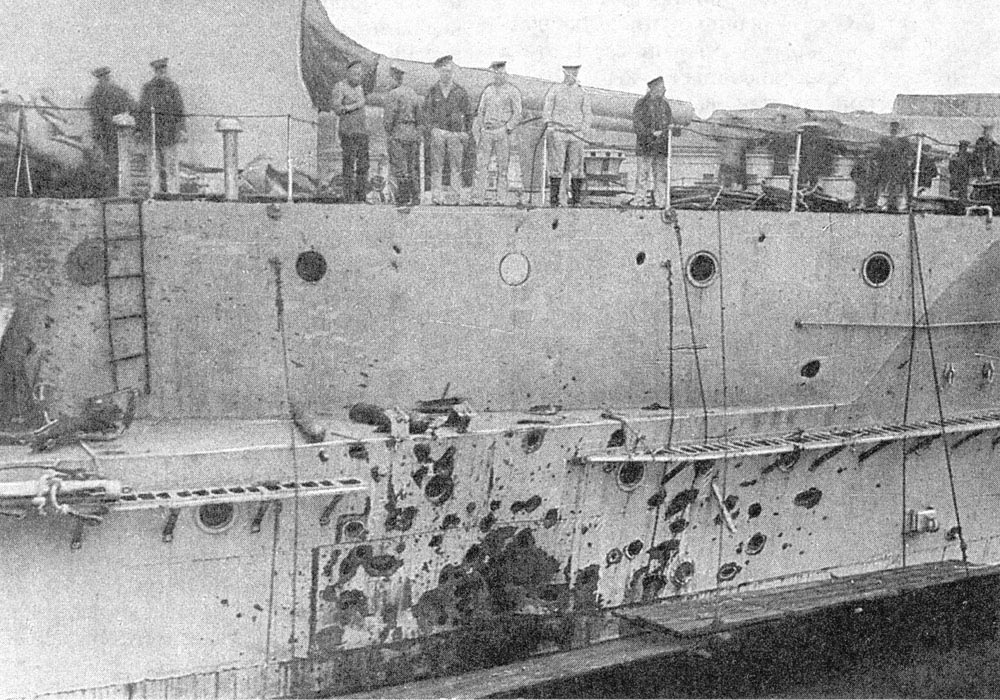
LEvstafi danneggiata dai colpi della Goeben.

Il 18 novembre, attorno a mezzogiorno, l'incrociatore da battaglia Yavuz Sultan Selim e l'incrociatore leggero Midilli avvistarono la flotta russa al largo di capo Saryč. Le navi russe procedevano in linea con l'ammiraglia Evstafi, comandata dall'ammiraglio di squadra Andrej Ėbergard, in testa. La flotta russa rientrava da una missione di bombardamento sulle coste orientali turche.
Le altre quattro corazzate russe pre-dreadnought erano la Ioann Zlatoust, la Panteleimon, la Tri Sviatitelya e la Rostislav.
I tre incrociatori di scorta, Almaz (in russo: Алмаз - "Diamante"), Pamiat' Merkuria (in russo: Память Меркурия) e il Kagul precedevano le corazzate, alla scoperta del nemico si disimpegnarono, mentre i cacciatorpediniere erano troppo lontani per ingaggiare le navi ottomane.
Nonostante fosse mezzogiorno era presente la nebbia e, dopo l'avvistamento reciproco da parte degli incrociatori, passò mezz'ora prima che le navi da battaglia si individuassero, quando, ormai erano a 8000 m di distanza.
La Flotta del Mar Nero aveva sperimentato il coordinamento del fuoco da parte di una nave comando prima della guerra e la Evstafi (in russo Евстафий?) non aprì il fuoco finché la nave comando, la Ioann Zlatoust (in russo: Иоанн Златоуст), non fu in grado di rilevare la Yavuz. Quando fu ricevuta la soluzione di tiro, eccedeva di 3700 m quella rilevata dalla Evstafi, che era di 7000 m, quindi la Evstafi aprì il fuoco con i propri dati di tiro prima che la Yavuz manovrasse per fare fuoco di bordata. Riuscì a colpire la Yavuz con uno dei suoi proiettili da 305 mm che penetrò parzialmente una delle casematte dei cannoni secondari da 150 mm. Il colpo fece detonare le munizioni presenti nella camera di manovra, uccidendo tutti i membri dell'equipaggio del cannone. In totale morirono 13 uomini e tre rimasero feriti.
La Yavuz rispose al fuoco e colpì la Evstafi nel fumaiolo centrale; il proietto esplose dopo aver trapassato il fumaiolo e distrusse le antenne dell'impianto radio per la trasmissione dei dati di tiro, così la Evstafi non poté correggere i dati telemetrici errati della Ioann Zlatoust. Le altre navi russe o utilizzarono i dati errati della Ioann Zlatoust o non riuscirono a vedere la Yavuz e non misero a segno nessun colpo. La Yavuz colpì la Evstafi altre quattro volte, uno dei proiettili non esplose, prima che il contrammiraglio Wilhelm Souchon decise di rompere il contatto dopo 14 minuti di combattimento. I quattro proiettili da 280 mm uccisero 34 persone e ne ferirono 24.